# Linux裝置

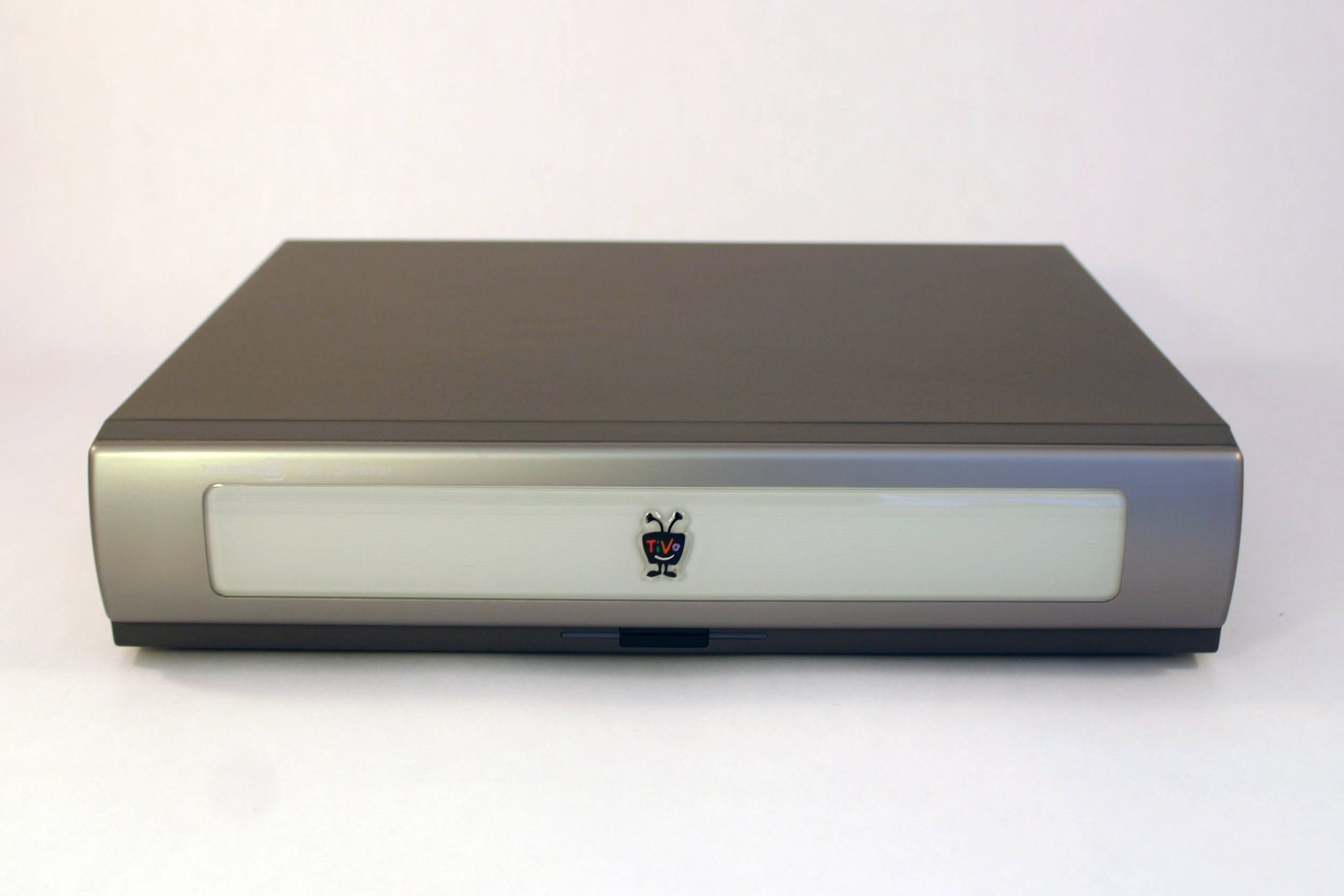
TiVo DVR，一個最顯著的Linux製作之一

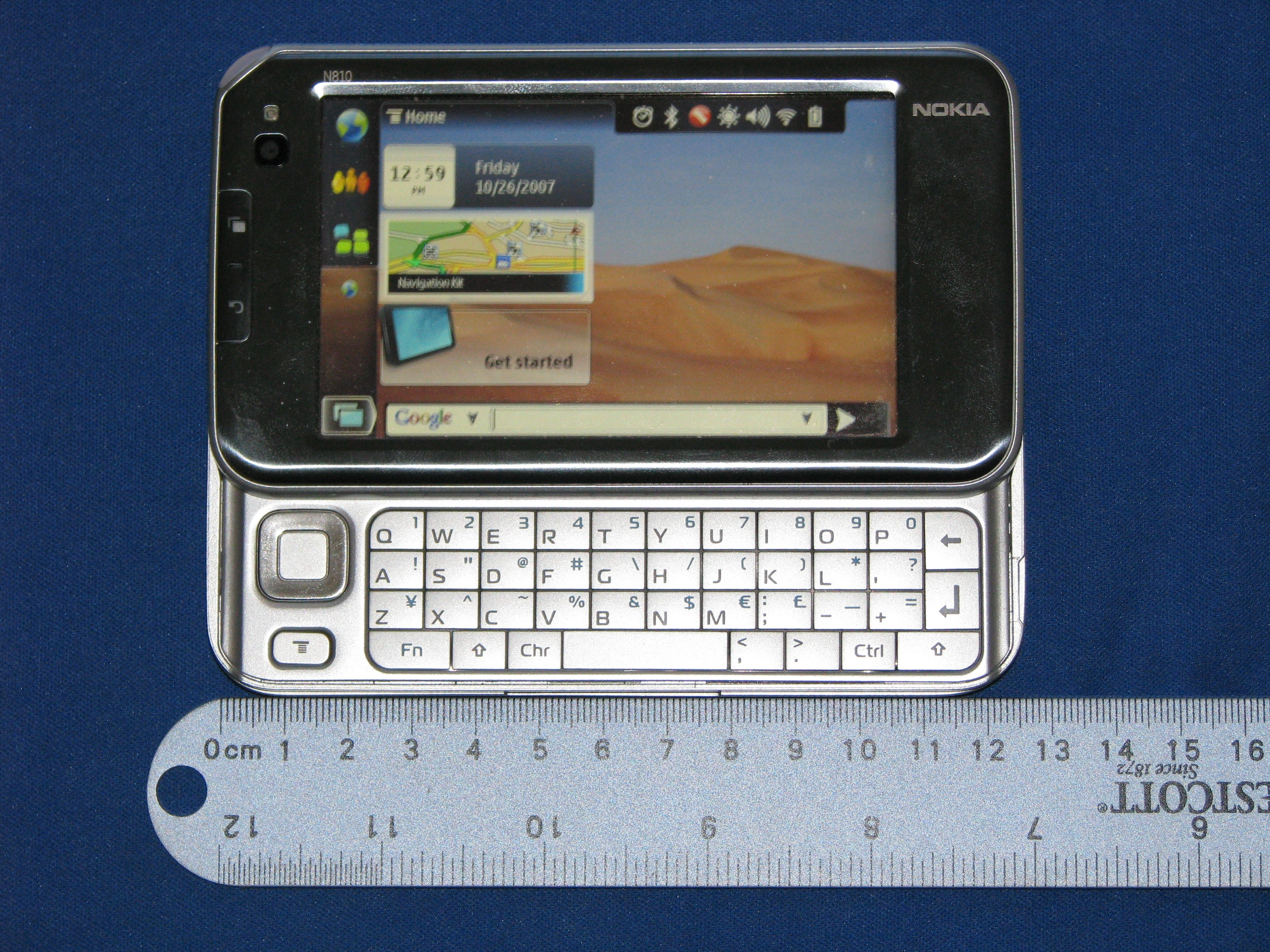
Nokia N810 網絡平板裝置運行Maemo

Linux裝置或基于Linux的裝置，是采用Linux内核并可能部分GNU操作系统计算机设备。它们往往是简约和专用的，可能是环保和每单位产生较少电子废弃物。
Linux設備被其製造商建成運行的Linux。這降低了它們起步發展，持續的支持成本，通常輔助加快上市時間。使用Linux的原因可能是多種 - 成本低，安全性，穩定性，可擴展性和可定制性。許多原始設備製造商在自己的產品品牌中使用自由和開放源碼軟件。社區保持還提供Linux設備維護。

## 论证
由于其性质是开源的，Linux是可用于多种计算机系统结构，并可以很容易地移植。

## 社区维护的设备
这些设备在它们的生产的时候是不运行Linux，但一个社区的努力可能使它得到全部或部分Linux的支持。由于开源的理念把自由和开放源码软件带来的软件世界，很多人都把Linux内核移植到一般的台式机，笔记本电脑或服务器计算机上以外的其他设备上运行。一些移植被由承诺的个人或团体进行，以给他们自己喜爱的硬件提供替代软件。
原有的硬件厂商在某些情况下都支持这些努力， 或至少容忍最终用户使用这种软件。  其他硬件厂商竭尽全力试图阻止这些替代软件的实现。

## Android

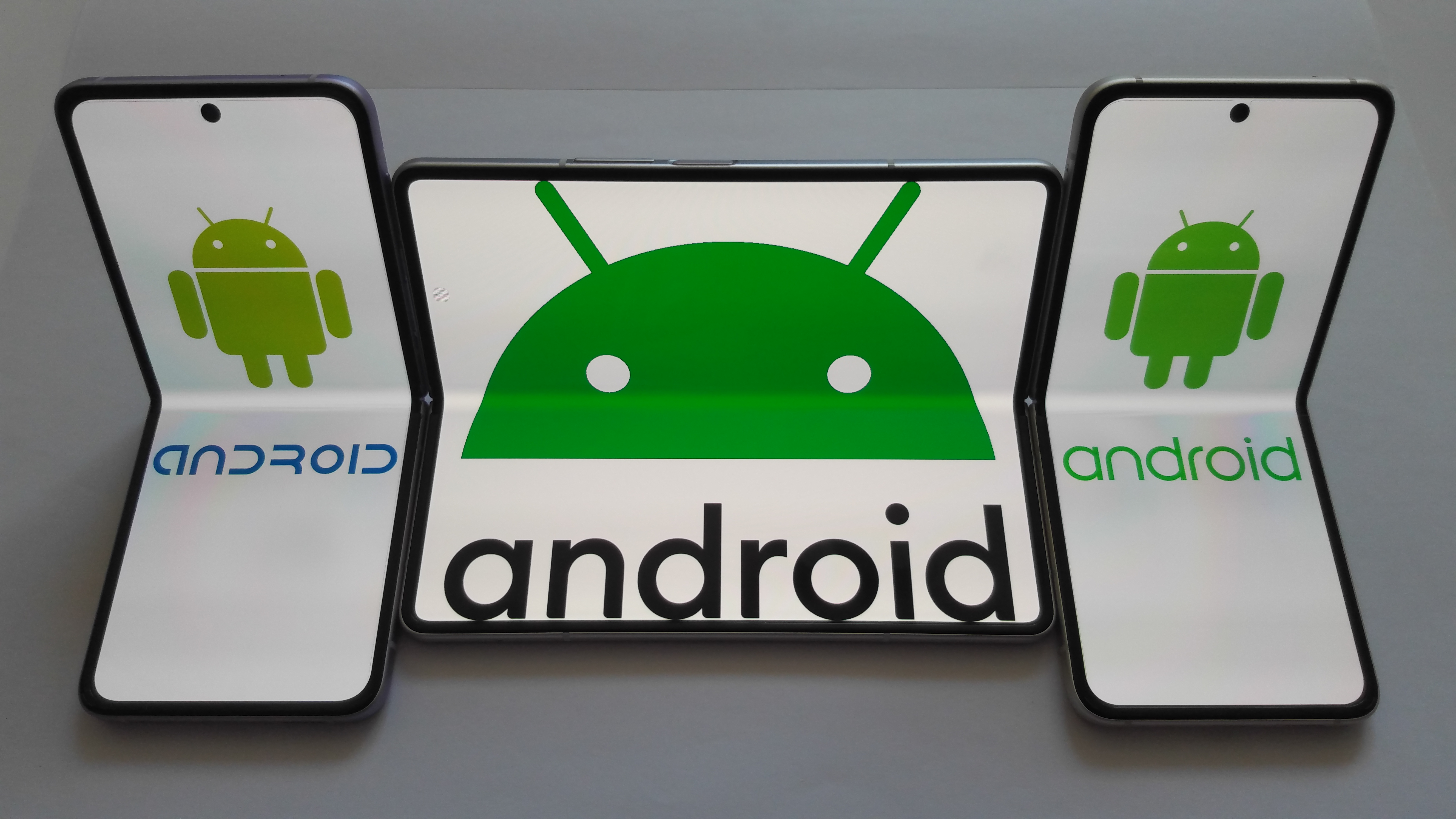
三星Galaxy Z系列, Android智能手機。所有的Android設備是基於Linux內核。

Android是一种基于Linux的操作系统，优化了移动触摸屏的环境 - 智能手机，平板电脑，电子书，等。由谷歌开源项目成立的开放手机联盟（OHA，开放手持设备联盟）持续领导，与开发，公布和维护Android。Android免除智能手机制造商开发或购买专有许可的手机操作系统的成本。首次亮相于2007年，Android在2010年第四季度就成为世界上最广泛部署的智能手机平台。2012年9月，5亿部Android设备已经被启用，并且130万台设备每天被启用。

## 违反许可证
在大多数情况下，原始设备制造商都公开使用这样的软件，并且满足它们的自由软件许可证，如GNU通用公共许可证（GPL）的要求。但在少数情况下，这样的使用却被掩盖，无论是蓄意的，或是通过声称的无知或误解的。

## 參看
- 開放式設計（英语：Open design）
- 開源機器人（英语：Open-source robotics）

## 外部連結
- LinuxDevices, a website on devices that can run embedded Linux
- LinuxDevices Forum
- Linux Receivers